# 浦升ジャンクション
浦升ジャンクション（ポスンジャンクション）は大韓民国京畿道平沢市にある西海岸高速道路と益山平沢高速道路支線を結ぶジャンクションである。

## 接続する路線

### 木浦・ソウル方面
- 西海岸高速道路（24番）

### 玄徳方面
- 益山平沢高速道路支線（16番）

## 隣
西海岸高速道路
(26) 松嶽IC - 行淡島SA - (27-1) 浦升JCT - (27) 西平沢IC
益山平沢高速道路支線
(15) 浦升IC - (16) 浦升JCT